# Wedi (Armenien)

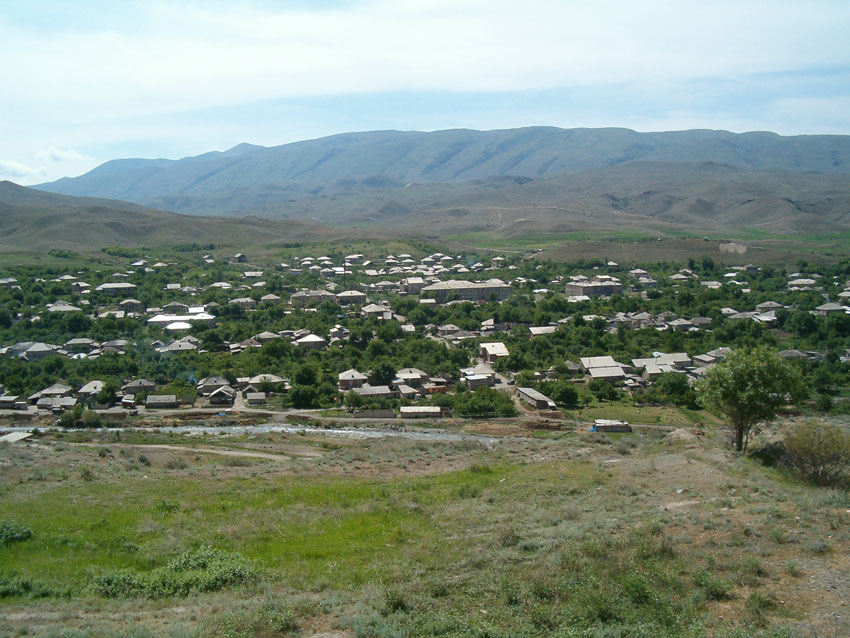
Blick auf Wedi

Wedi (armenisch Վեդի; engl. und frz. Transkription Vedi) ist eine Stadt in der armenischen Provinz Ararat. Sie befindet sich am gleichnamigen Fluss, ca. 35 Kilometer südöstlich der Hauptstadt Jerewan. Die Stadt hat ca. 11.000 Einwohner.

## Etymologie
Der Name Wedi leitet sich vom arabischen Wort wadi (arabisch وادي) ab, welches das Tal bedeutet. Dieses Wort könnte über die persische Sprache ins Armenische gelangt sein. Die Stadt war teilweise als Werin Wedi (Oberes Wedi in Armenisch) bzw. Böjük Wedi (Groß-Wedi auf Turkisch) bekannt. Im Jahr 1946 wurde die Stadt offiziell in Wedi umbenannt.

## Geschichte
Das Gebiet von Wedi wurde seit der Zeit des Urartäischen Reiches besiedelt. Allerdings wurde der Name Wedi erst im 13. Jahrhundert in einem Buch des armenischen Historikers Stepanos Orbeljans erwähnt.
Zu Beginn des 19. Jahrhunderts bestand Wedi aus ca. 250 Familien, wobei  davon 95 % Kaukasus-Tataren und 5 % Armenier waren.
Nach dem Russisch-Persischen Krieg (1826–1828) und dem Frieden von Turkmantschai zwischen Persien und dem Russischen Kaiserreich wurde Wedi 1928 Teil des Russischen Reiches. Während der 1830er Jahre wurde ca. 500 Armeniern erlaubt aus der Persischen Stadt Maku nach Böjük Wedi umzusiedeln. 1849 wurde die Siedlung Teil des Gouvernement Eriwan des Russischen Reiches.

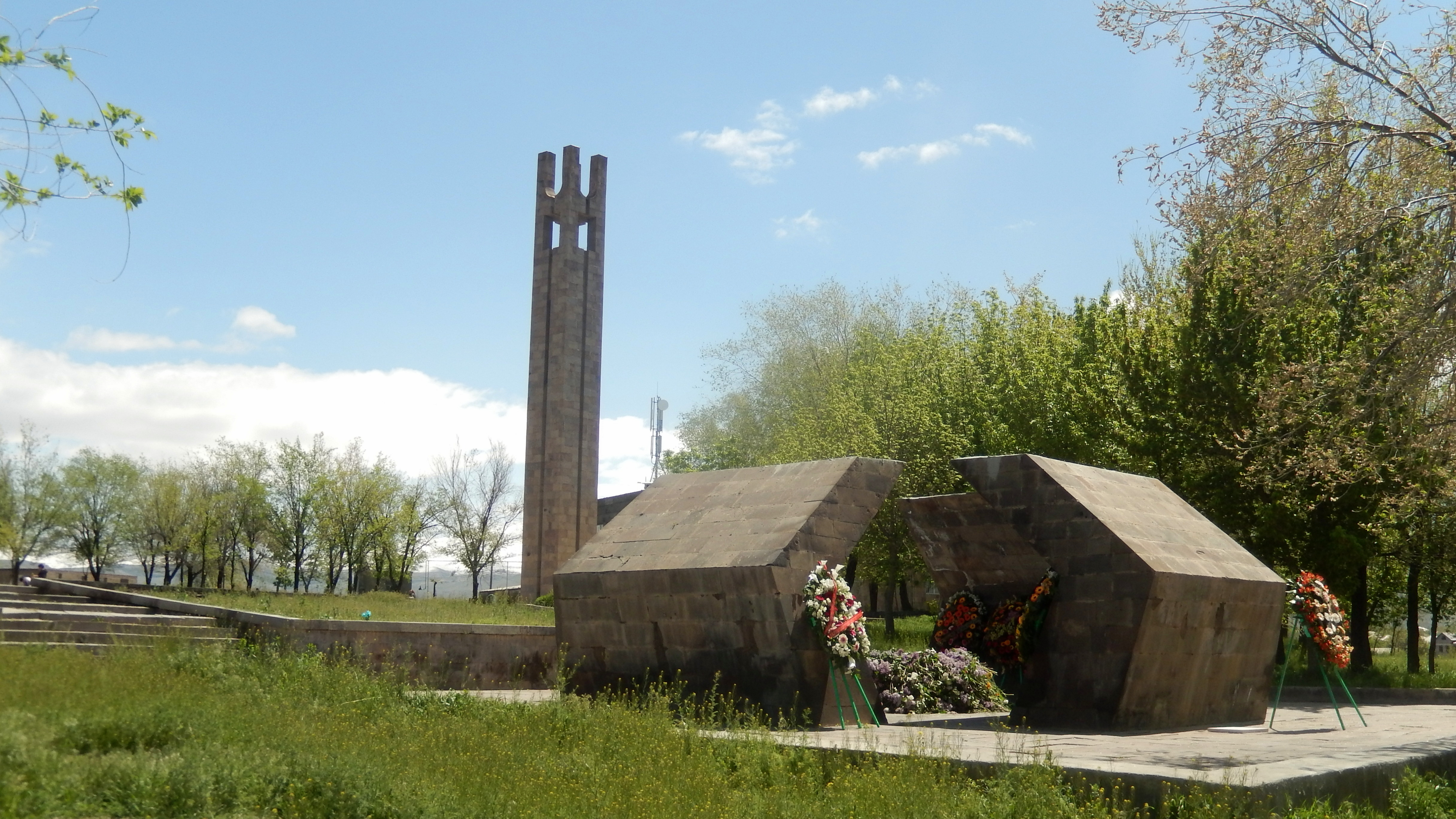
Genozid Denkmal in Wedi, errichtet 1977

In der zweiten Hälfte des 20. Jahrhunderts flüchteten viele Familien vor dem Völkermord an den Armeniern aus den westarmenischen Städten Van, Çatak und Muş nach Wedi.
1918 wurde Böjük Wedi ein eigenständiger administrativer Bezirk (gavar) innerhalb eines unabhängigen Armeniens.

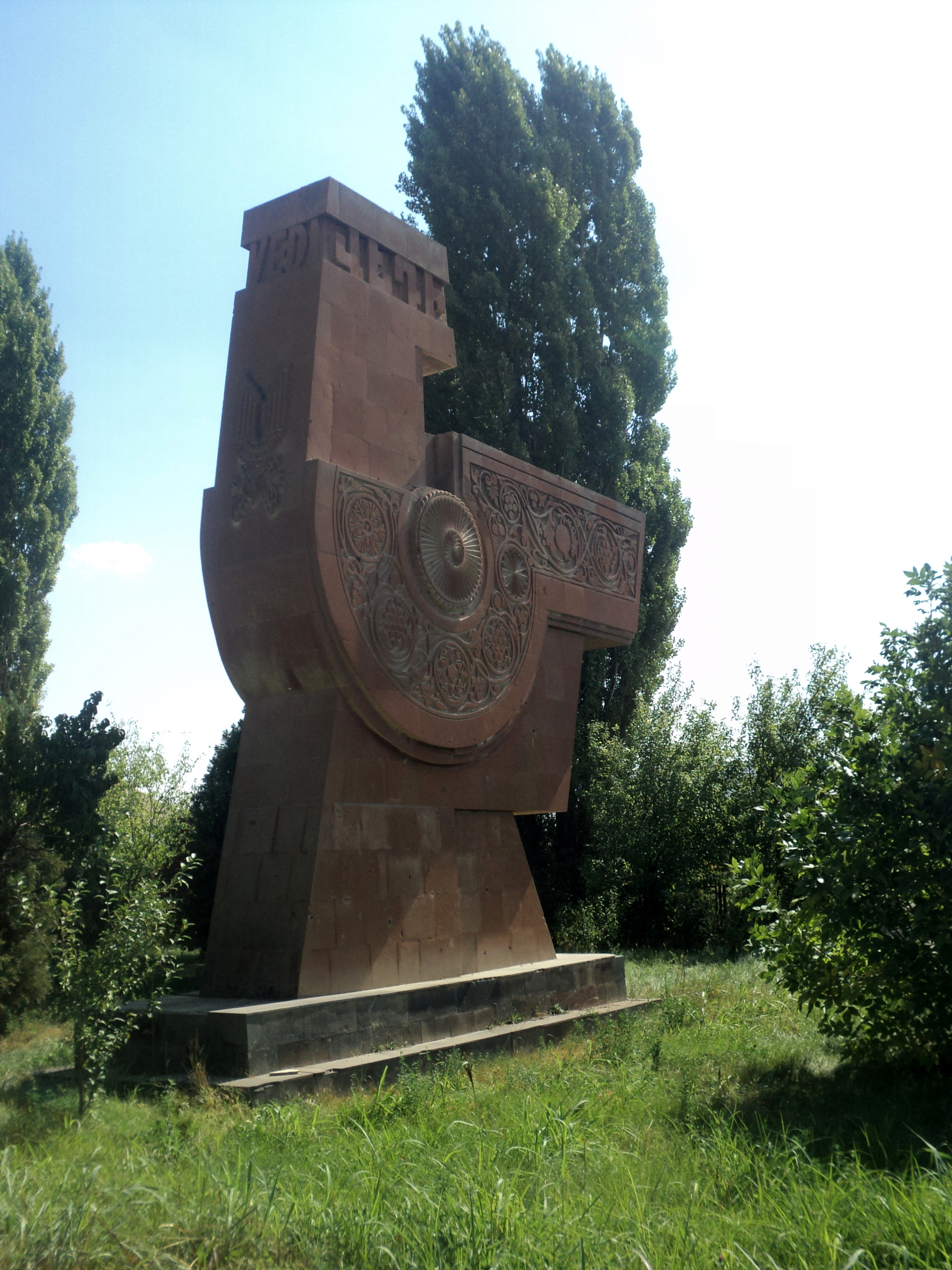
Symbol von Wedi an der nördlichen Stadtgrenze, errichtet 1986

1930 wurde Böjük Wedi Teil des neu entstandenen Wedi Rajon. 1946 wurde der Ort offiziell in Wedi umbenannt. Während der 1940er und 1950er Jahre wurden Armenier die Bevölkerungsmehrheit in Wedi durch eine neue Welle von Umsiedlungen aus von Familien aus Sisian, Jeghegnadsor und Martuni. 1963 bekam Wedi den Status Siedlung städtischen Typs. 1968 wurde der Wedi Rajon in Ararat Rajon umbenannt.
Nach der Unabhängigkeit Armeniens wurde Wedi 1995 der Status einer Stadt zuerkannt.

## Geographie
Wedi befindet sich 35 km südöstlich der Hauptstadt Jerewan, am rechten Ufer des gleichnamigen Flusses, im westlichen Teil der fruchtbaren Araratebene. Die Stadt liegt auf 900 m Höhe. Im Süden der Stadt liegt die Goravan Halbwüste, im Norden die Berge von Urts.
Das Klima von Wedi ist durch extrem kalte und schneereiche Winter sowie relative warme Sommer charakterisiert. Im Winter können die Temperaturen bis  auf −32 °C fallen. Der Sommer, welcher von Mai bis Oktober andauert, hat eine Durchschnittstemperatur von 25 °C. Die durchschnittliche Niederschlagsmenge beträgt ca. 225 mm pro Jahr.

## Demographie

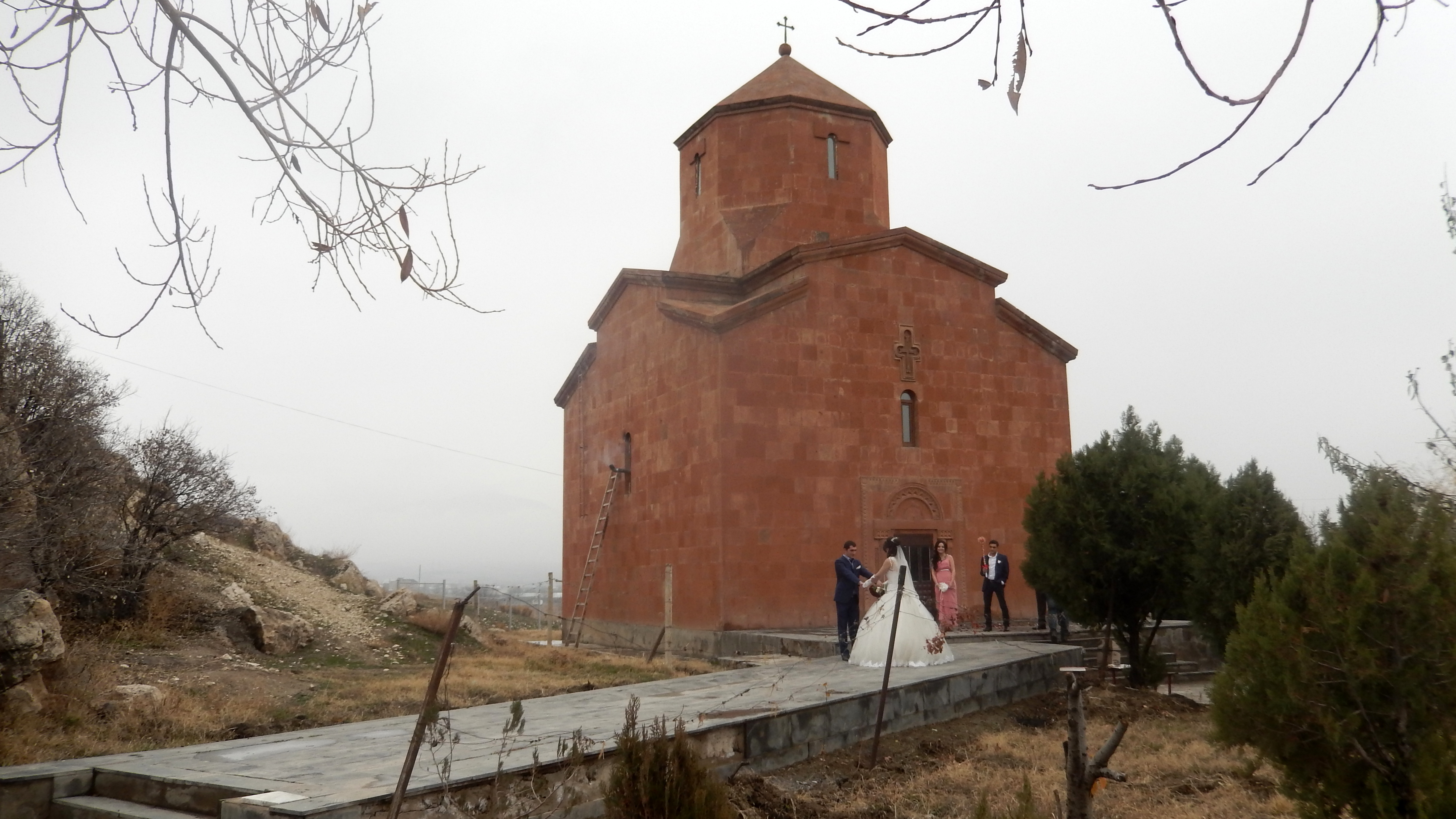
Kirche der Heiligen Mutter Gottes

Aktuell besteht die Bevölkerung von Wedi fast ausschließlich aus Armeniern, die der Armenischen Apostolischen Kirche angehören. Die Kirche der Heiligen Mutter Gottes wurde im Jahr 2000 eröffnet und gehört zur Ararat-Diözese.
Bevölkerungsentwicklung von Wedi seit 1831:
| Jahr        | 1831 | 1897 | 1937 | 1959 | 1970 | 1989   | 2001   | 2011   | 2016   |
| Bevölkerung | 1244 | 2798 | 2830 | 3581 | 6165 | 10.757 | 12.963 | 11.384 | 10.600 |

## Kultur

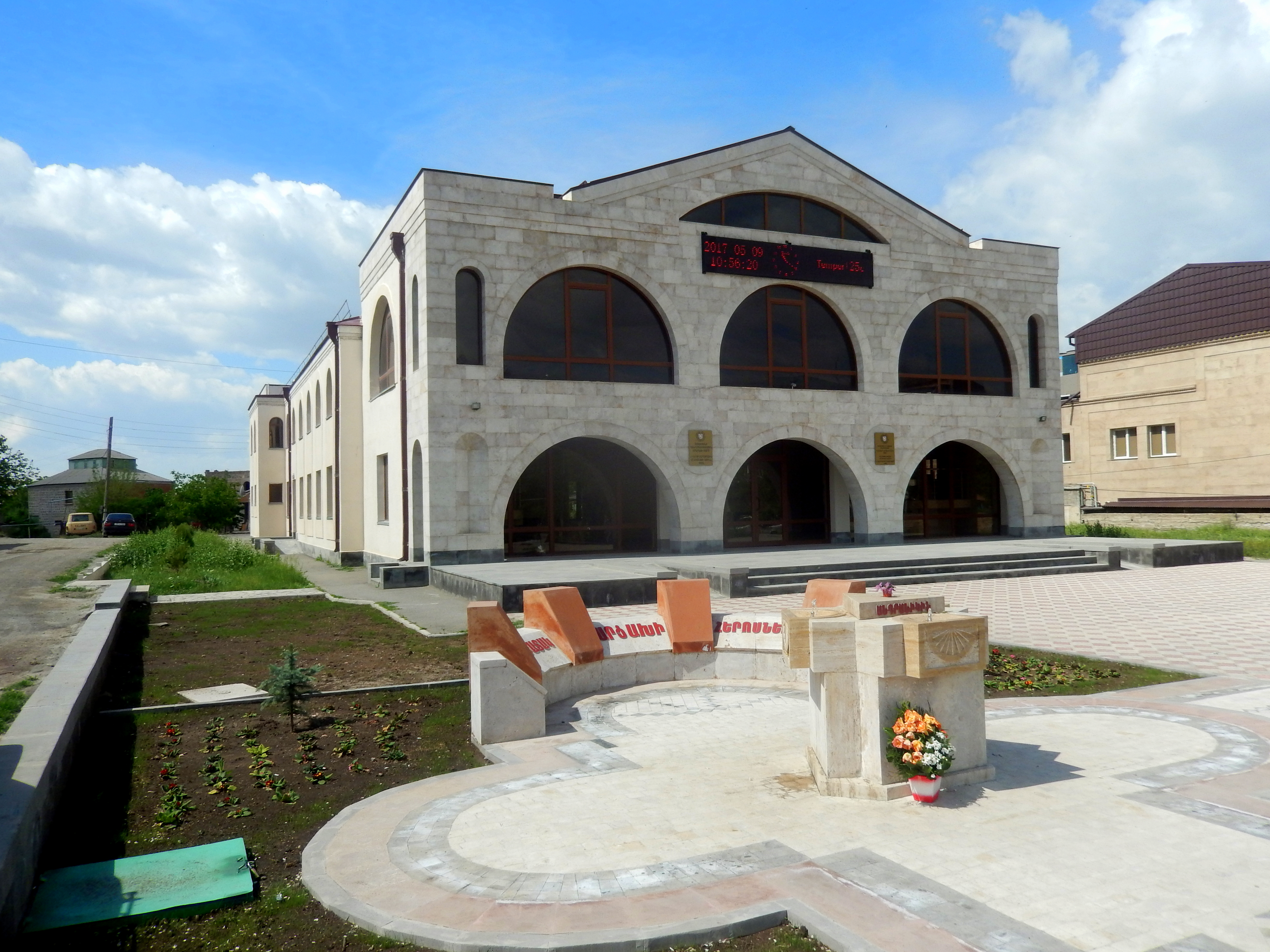
Kulturhaus von Wedi

Das erste Kulturhaus von Wedi wurde in den 1930er Jahren errichtet. Dieses wurde 2013 durch ein neues Gebäude ersetzt, welches das Stadttheater sowie andere kulturelle Einrichtungen beheimatet. Das Haus hat eine Theatergruppe (1950 gegründet), eine Volksmusikensemble (1977 gegründet), eine Tanzgruppe, eine Brassband und ein Kinderorchester. Jeden Sommer organisiert das Kulturhaus den Musikalischen Dienstag von Wedi im Amphitheater im Stadtpark.

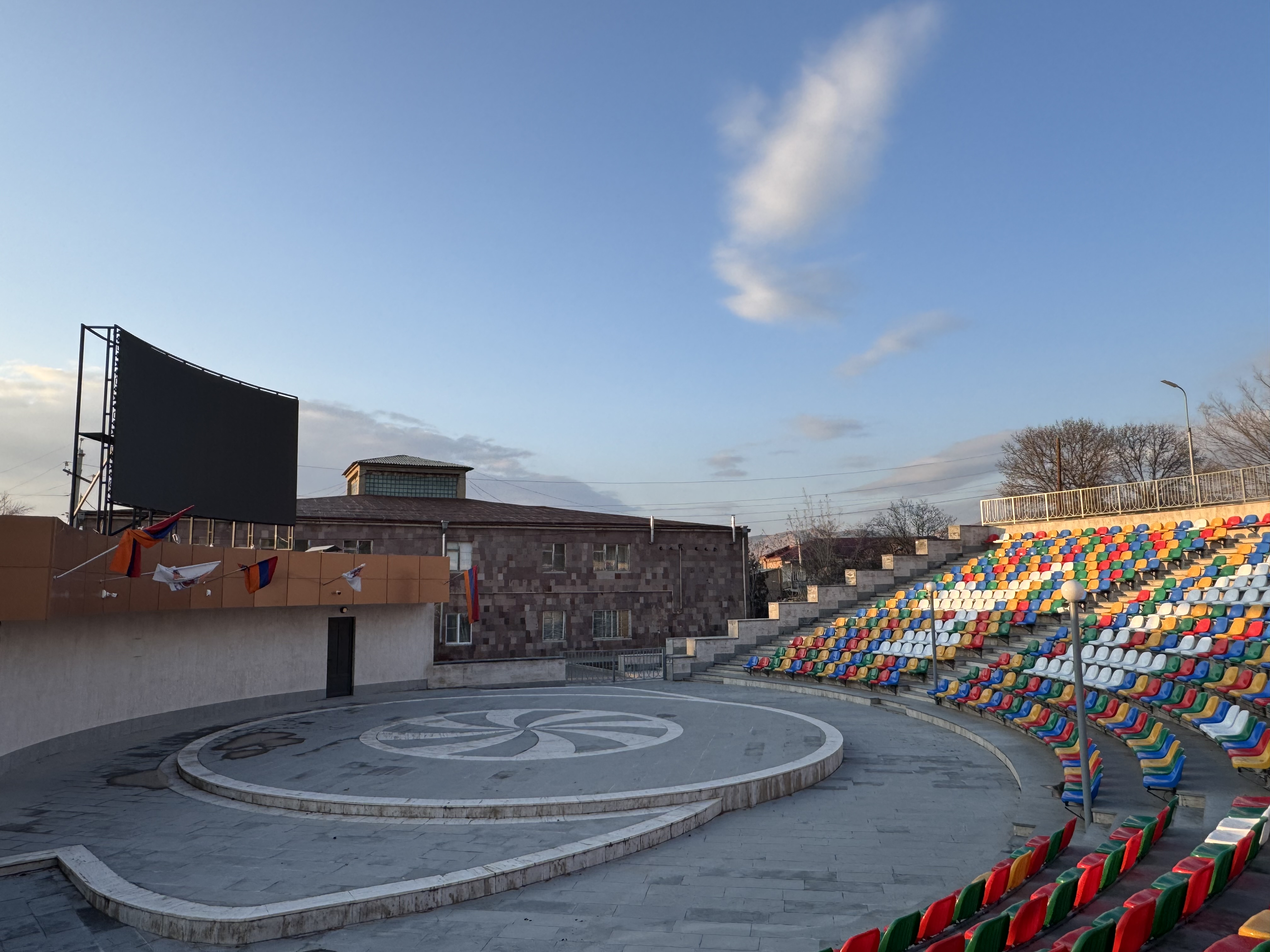
Das Freiluft-Amphitheater

Wedi hat seit 1935 auch eine öffentliche Bibliothek mit circa 58.000 Büchern, sowie eine Musik- und eine Kunstschule.

Die Kunstschule von Wedi

## Verkehr
Wedi befindet sich 7 km östlich der Autobahn M-2, welche über die Landstraße H-10 angeschlossen ist. Die H-10 führt weiter Richtung Südwest in die Provinz Wajoz Dsor.
Die Hauptstadt Jerewan kann mit regelmäßig fahrenden Marschrutkas erreicht werden.

## Wirtschaft
Landwirtschaft spielt in Wedi und den umliegenden Gebieten eine wichtige Rolle. Haupterzeugnisse sind dabei Weintrauben, Aprikosen sowie Milchprodukte. Viele Einwohner arbeiten in diesem Bereich. Die größte Firma der Stadt ist die 1956 gegründete Firma VediAlco, welche zu den bekannten Wein- und Weinbrandproduzenten in Armenien gehört.

## Bildung
Wedi besitzt vier Kindergärten, zwei Grundschulen sowie eine weiterführende Schule.

## Sport
Wie in anderen Regionen Armeniens so ist auch in Wedi Fußball der populärste Sport. Auf dem Gebiet des Stadtparks existiert ein Fußballstadion, ein Schwimmbad sowie eine Sporthalle.

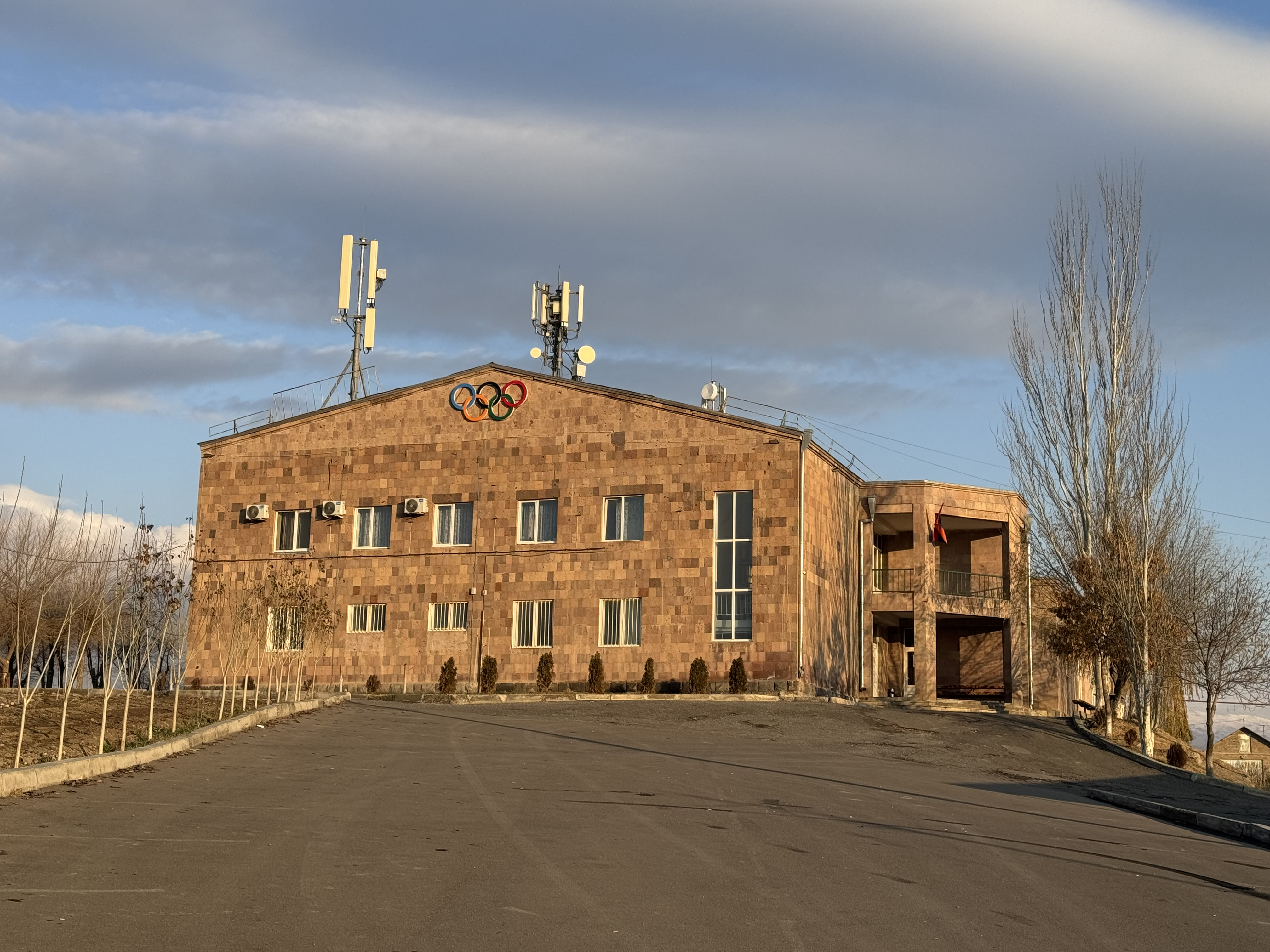
Die Sportschule

## Söhne und Töchter der Stadt
- Narek Bawejan, armenischer Sänger und Schauspieler